# Dasyloricaria
Dasyloricaria is een geslacht van straalvinnige vissen uit de familie van de harnasmeervallen (Loricariidae).

## Soorten
- Dasyloricaria capetensis (Meek & Hildebrand, 1913)
- Dasyloricaria filamentosa (Steindachner, 1878)
- Dasyloricaria latiura (Eigenmann & Vance, 1912)
- Dasyloricaria seminuda (Eigenmann & Vance, 1912)
- Dasyloricaria tuyrensis (Meek & Hildebrand, 1913)